# Orzechów (gromada)
Orzechów – dawna gromada, czyli najmniejsza jednostka podziału terytorialnego Polskiej Rzeczypospolitej Ludowej w latach 1954–1972.
Gromady, z gromadzkimi radami narodowymi (GRN) jako organami władzy najniższego stopnia na wsi, funkcjonowały od reformy reorganizującej administrację wiejską przeprowadzonej jesienią 1954 do momentu ich zniesienia z dniem 1 stycznia 1973, tym samym wypierając organizację gminną w latach 1954–1972.
Gromadę Orzechów siedzibą GRN w Orzechowie utworzono – jako jedną z 8759 gromad na obszarze Polski – w powiecie radomszczańskim w woj. łódzkim, na mocy uchwały nr 36/54 WRN w Łodzi z dnia 4 października 1954. W skład jednostki weszły obszary dotychczasowych gromad Orzechów, Posadówka, Brzezinki (z wyłączeniem wsi Łazy) i Cadów (z wyłączeniem wsi Podświerk, wsi Ojrzeń i osady Nadrożna) ze zniesionej gminy Kobiele oraz obszar dotychczasowej gromady Orzechówek ze zniesionej gminy Dmenin w tymże powiecie. Dla gromady ustalono 15 członków gromadzkiej rady narodowej.
1 stycznia 1958 do gromady Orzechów przyłączono wieś Podświerk ze zniesionej gromady Włynice.
Gromadę zniesiono 1 stycznia 1959, a jej obszar włączono do gromad Kobiele Wielkie (wieś Posadówka, wieś Brzezinki, wieś Cadów, wieś Cadówek, wieś i parcelację Podświerk oraz przysiółek Przydatki Orzechowskie) i Strzałków (wieś i kolonię Orzechów, kolonię Sycówka, kolonię Rozpęd, wieś Orzechówek, przysiółek Kamionka, przysiółek Pokraka, osadę młyńską Wrony i osadę leśną Grzebień) w tymże powiecie.